# Поїзд надзвичайного призначення
«Поїзд надзвичайного призначення» — радянський історико-біографічний художній фільм, знятий режисером Володимиром Шевченком на Кіностудії ім. О. Довженка в 1979 році. Фільм вийшов на екрани в листопаді 1980 року.

## Сюжет
Дія фільму відбувається в 1922 році після закінчення Громадянської війни в Росії. Країна переживає найскладніший і найвідповідальніший період свого становлення. Голова українського уряду Г. І. Петровський, займається організацією боротьби з голодом, розрухою, контрреволюцією, саботажем і диверсіями, протистоїть прихованій опозиції.

## У ролях
- Олексій Петренко —  Г. І. Петровський, голова українського уряду
- Федір Стригун —  Олексій Мінзаревський
- Любов Кубюк —  Настя
- Анатолій Хостікоєв —  Марчук
- Роман Хомятов —  М. В. Фрунзе
- Володимир Нечепоренко —  Віталій Примаков
- Лесь Сердюк —  Степан Кравчук
- Валерій Івченко —  Глухітько
- Анатолій Барчук —  Буров
- Євген Паперний —  начальник особливого відділу
- Леонід Яновський —  осавул
- Юрій Дубровін —  Денис
- Володимир Волков —  Пєновський
- Валентин Макаров —  Мельниченко
- Михайло Голубович —  епізод
- Лев Перфілов —  актор
- В. Рассольной —  Кіндрат
- Олександр Мілютін —  епізод
- Іван Гаврилюк —  епізод
- Іван Матвєєв —  епізод
- Ольга Реус-Петренко —  епізод
- Олександр Пархоменко —  епізод
- Ганна Ніколаєва —  епізод
- Борис Александров —  епізод
- В. Бєлий —  епізод
- Євген Балієв —  епізод
- Юрій Мисєнков —  епізод
- Георгій Дворніков —  епізод
- Яків Козлов —  епізод
- Григорій Кононенко —  епізод
- Людмила Лобза —  епізод
- Лілія Максименко —  епізод
- Галина Нехаєвська —  епізод
- Костянтин Перепелиця —  епізод
- Марат Стороженко —  епізод
- Сергій Хитрик —  епізод
- Василь Чечет —  епізод
- Алім Федоринський —  епізод
- Володимир Кузнецов —  селянин (немає в титрах)

## Знімальна група
- Автори сценарію: Євген Онопрієнко, Леонід Ямковий
- Режисер-постановник: Володимир Шевченко
- Оператор-постановник: Олексій Прокопенко
- Художник: Валерій Новаков, Наталія Аксьонова
- Звукооператор: Богдан Міхевич, Софія Сергієнко
- Композитор: Євген Станкович